# ビー・バップ・ハイスクール 高校与太郎哀歌
『ビー・バップ・ハイスクール 高校与太郎哀歌』（ビー・バップ・ハイスクール こうこうよたろうエレジー）は、漫画『ビー・バップ・ハイスクール』を原作とした1986年8月9日公開の日本映画。きうちかずひろの人気コミックの実写版第2弾。カラー、ビスタサイズ、映倫番号：112081。

## ストーリー
愛徳高校に通う落ちこぼれツッパリ2人組のトオル（仲村トオル）とヒロシ（清水宏次朗）は相変わらず他校の不良連中らを相手に喧嘩に明け暮れる毎日を送っていた。ある日、街の中にある駅前で城東工業高校の不良たちと殴り合いをしていると、駅の改札口から遠方にある女子高に転校したはずの今日子（中山美穂）が現れた。何と！今日子は愛徳高校に戻ってきたというからまさかの驚き。大喜びの2人はその勢いで城東の連中を倒してしまう。翌日から早速今日子と同じクラスになり授業中もうっとり今日子に惚れる2人だったが、相変わらず今日子を巡っての2人の対立は深まるばかり。一方、白百合女子学園高校の13代総番の野崎妙子ことマンモスお妙（ミス・A）が2人の舎弟分である均太郎（上野隆彦）に恋したり、中学生のスケ番で五中の鬼姫と呼ばれる如月翔子（中野みゆき）がトオルに一目惚れし愛人になると愛徳まで押しかけて来られたり、立花商業高校の番長・菊永淳一（石井博泰）がヒロシたちの友人でかつての同級生の順子（宮崎ますみ）に一目惚れしたりと、2人の周囲であらゆる場所において恋の事件が起こる。
その頃、2人にやられた城東工業の連中は、彼らの兄貴分で城東No.2の藤本輝男ことテル（白井光浩）に相談。また、テルも番長で城東No.1の山田敏光（土岐光明）には頭が上がらず鬱憤を晴らそうとしていた。敏光の喧嘩の強さは地元警察署の少年課・島崎刑事こと鬼島（地井武男）も恐れるほど。中学時代からトオルに恨みを持つテルは仲間を引き連れ総出でトオルに暴行を加え、穿いていたボンタンを剥ぎ取る。大掛かりで襲われたトオルは1人では手も出せずヒロシに相談するが、ヒロシもシャバ憎になったとトオルを見放してしまい、トオルは落胆する。一方、ヒロシも敏光にやられ、ボンタンを剥ぎ取られてしまった。2人とも城東の連中から仕返しを受け落ち込むあまり荒れ果ててしまい、2人の憧れであった今日子にまで当たり散らしてしまう。やがて2人は彼らの先輩である新田（木之元亮）の元へ出かけ、新田の言葉により目から鱗が落ちるのであった。その頃、2人の舎弟であるノブオ（古川勉）らは、兄貴分への報復のため城東の生徒らへの「ボンタン狩り」を始める。そんな時、2人の元へ今日子から「城東の人たちがあなたたちに謝罪したいので会いに来てほしい」という電話がかかってきた。実は、敏光とテルは今日子を上手く騙し、電話をかけさせて2人をおびき出す作戦に出たのであった。今日子は城東の連中に拉致され、人質になってしまった。怒りに満ちた2人は城東勢の待つ崖の上のドライブインに殴り込みに向かう。そこにノブオや均太郎らも合流し、城東の生徒から狩ったボンタンと、ヒロシとトオルのボンタンを交換することとなるが、ドライブインが全壊する大乱闘の末、「ヒロシ VS 敏光」「トオル VS テル」の直接対決ののち2人はボロボロになりながらも敏光とテルを倒し、愛徳が勝利し、今日子を救出する。
なお、原作ではテルがトオルのリベンジにビビッて自らボンタンを脱いで詫びを入れ、それを隠して敏光に事の次第を報告した末敏光が愛徳に単身殴り込みにくるものの、その場にいた均太郎などにボンタンを脱いで土下座した事をばらされ、怒った敏光に殴り倒されて終わる。
原作収録エピソード
3、5巻参考
- 1 小悪魔軍団興亡記（5巻）&小悪魔軍団騒動記（5巻）
- 2 恋文大将恥懺悔（5巻）
- 3 不良少女鬼姫参上（3巻）
- 4 不良街道膝栗毛（5巻）
- 5 高校与太郎挽歌（バラード）（5巻）

## キャスト

### 愛徳高校
- 中間徹 - 仲村トオル
- 加藤浩志 - 清水宏次朗
- 泉今日子 - 中山美穂
- 三原山順子 - 宮崎ますみ
- 兼子信雄 - 古川勉
- 横浜銀一 - 八巻保幸
- 赤城山忠治 - 小林啓志
- 大前均太郎 - 上野隆彦
- 黒田晋平（シンペー） - 岩田富弘
- 川端純（ジュン） - 為田浩
- 山本先生（世界史） - 草薙幸二郎

### 城東工業高校
- 山田敏光 - 土岐光明
- 藤本輝夫 - 白井光浩
- 原田 - 小宮義治
- 木島 - 阿部和正
- 野津 - 平野雅樹
- 石川 - 山本義明
- 坪田 - 西部信一郎

### 立花商業高校
- 菊永淳一 - 石井博泰
- 伊藤 - 湯田邦晶
- 下山 - 浅子文晴

### 中学生
- 如月翔子（五中の鬼姫） - 中野みゆき

### その他
- 鬼島 - 地井武男
- 新田 - 木之元亮
- 加奈江 - 浅野ゆう子
- 藤本（テルの父） - 成田三樹夫
- 白百合女学院13代目総番 マンモスお妙（野崎妙子）- ミス・A（ジャパン女子プロレス）
- 長尾淳一
- 宮野保
- 梅野浩
- 朝田誠治
- 柔道大会の審判A - 丹古母鬼馬二
- 柔道大会の審判B - 飯島大介
- 卓球場のおばさん - 高山千草
- 佐藤了一
- 賀川幸史郎
- 小見山玉樹
- 白井達始
- 福島浩
- 背溝治子
- 日下田忍
- 作山志保
- 宮本秀明
- 中野光章

## スタッフ
- 監督 - 那須博之
- 企画 - 長谷川安弘
- プロデューサー - 黒澤満、紫垣達郎
- 原作 - きうちかずひろ（講談社刊）
- 脚本 - 那須真知子
- 撮影 - 森勝
- 照明 - 野口素胖
- 録音 - 宗方弘好
- 美術 - 大嶋修一
- 編集 - 田中修
- 助監督 - 成田裕介
- 製作担当 - 服部紹男
- 音楽 - 矢野立美
- 音楽プロデューサー - 高桑忠男、石川光
- 主題歌 - 中山美穂「JINGI・愛してもらいます」（キングレコード）
作詞：松本隆　作曲：小室哲哉　編曲：大村雅朗
- 挿入歌 - ビー・バップ・少年少女合唱団「ビー・バップ・パラダイス」（ワーナー・パイオニア）
作詞作曲：都志見隆　編曲：中村哲
- イメージサウンドトラック盤・発売 - キングレコード
- キャスティング - 飯塚滋
- B班撮影 - 田村輝行
- 助監督 - 伊藤裕彰、鳥井邦男、中田秀夫
- 撮影助手 - 井上明夫、中尾正人、五十嵐英弘、広中康人
- 照明助手 - 鳥越正夫、田淵信之、伊藤裕、高田一郎、白岩正嗣
- 録音助手 - 西田忠昭、渡辺一夫
- 音響効果 - 原田サウンド
- 選曲 - 秋本彰
- 編集助手 - 目春典子
- 記録 - 鈴木さとみ
- 美術助手 - 岡村匡一
- 装飾 - 坂本亨大、大庭信正、日高勇治
- 装置 - 貫井健二
- 撮影効果 - 平山茂
- 技闘 - 高瀬将嗣（高瀬道場）
- カー・スタント - TA・KA
- 衣裳 - 波多野芳一
- メイク - 中元睦子
- スチール - 久井田誠
- 製作宣伝 - 荒井一弥、石井薫
- 演技事務 - 河合啓一
- 製作進行 - 武石宏登、岩下真司、多田野貴裕
- 美術 - 東映美術センター
- 衣裳 - 第一衣裳
- 器材 - 日本映機
- 照明 - トライアーツ
- 特機 - NK特機
- 車輌 - 富士プロダクション
- 現像 - 東映化学
- 製作協力 - セントラル・アーツ
- 東映株式会社作品

## 撮影協力
- 静岡鉄道
- 清水駅前銀座商店街
- 株式会社ヤマナカ
- いわき市錦興業株式会社
- DEMOB
- 松興堂
- ジャパン女子プロレス
- 國士舘大学剣道部

## 製作
脚本の那須真知子は、「私たちとしては（第1作目で）大好きな『仁義なき戦い』と日活アクションをミックスしたつもりだったが、東映の幹部からは好かれてもらえなかったと感じた。だけど映画が大ヒットしたから仕方なく2作目の製作が決まったんだと思う」と述べているが、東映では第1作は薬師丸ひろ子主演の『野蛮人のように』のB面映画にもかかわらず、後半は『野蛮人のように』より、『ビー・バップ・ハイスクール』が主力となって突っ走ったと分析し、"不良性感度"が若者に大いに受けたと高く評価、この2作目を夏休みの東映まんがまつり後の夏休みのメイン作（A面映画）に昇格させた。岡田茂東映社長は、「東西の撮影所が作る作品は、長年の伝統からおのずと滲み出る独得の匂いがあるから、東映の体質にないような作品を作るために1作目では洋画配給部の原田宗親（部長）にあえて映画製作に取り組ませた。1作目はローカル興行で『野蛮人のように』と同等ぐらいの動員力があった。昔日活が『嗚呼!!花の応援団』で大きく当てたように、1パツはワァーと来るんだが、2ハツ3パツ、連続してイケるもんじゃないんだな。今回は興行サイドの熱望でパート2を夏にやることにしたんだが、ぼくはあまり2は好みじゃないんだよ。1はドカンと来たが2はダーンと落ち込むケースが非常に多い。だから2を作るという容易な考え方でなく、一から出直すつもりでやれと言っているんだ。久方ぶりに夏に香港映画をやめて、『BE FREE!』と東映二本立てを決めた」などと話した。映画関係者も東映がしばらく失っていた"不良性感度"が魅力で、東宝のアイドル映画とは性格を異にするが、そこが興行の大きなポイントと見ていた。東映は配収を8億円、洋画系（東映洋画）で同時期流す『天空の城ラピュタ』は『子猫物語』などの影響を受けるため興行予想が難しかったが、5～6億円を見込んでいた。しかし2作品とも予想を上回るヒットになった。

### キャスティング
前作の大ヒットを受けて本作のオーディション一般公募には前作の4倍以上となる25,540人が集まり、なかには小沢仁志の実弟の小沢和義も受けており、山田敏光役を希望していた。当時アイドルであった大西結花も翔子役のオーディションを受けていた。
マドンナ・泉今日子を演じた中山美穂は本作でも引き続き同じ役で出演している。続編を予定していなかった前作の段階においては、今日子が戸塚水産の不良たちに拉致され観覧車の中で暴行された上で髪をボロボロに切られ、それがもとで女子高に転校していくというストーリーで完結する予定だったが、好評につき続編製作が決定したため、愛徳に再転校してくるという流れになり再登板する形となった。中山本人としても周囲の不良たちには恐怖感を覚え、前作では「映画なんて大嫌い」と言うほど嫌悪感を示しており、はじめこそは出演を拒否していたというが、やはりBE-BOPという作品の元「泉今日子＝中山美穂」というイメージが定着していたためか、制作側は本人に再度出演してくれるよう何度も説得した上で「ロケは4日間のみ参加」という条件付きで渋々出演を了承したとの事。本作クランクアップ後、中山は「もう出ない！」と3作目以降のオファーを拒否したため、次回作では「泉今日子はアメリカに留学」という形で原作にはないストーリーで描かれる事となり、これによって中山は本作を以ってフェイドアウトした（次回作では冒頭部分と回想シーンのみ中山が登場するのは前作と本作からの流用と思われ、名前はノンクレジット）。
一作目で戸塚水産の一兵卒（江藤役）を演じていた土岐光明は、パート2でも那須監督から直々にオファーがあったものの、当時は営業マンの仕事をしておりスケジュール的に難しいからと断っていたが、オーディションの審査員として来てほしいと依頼を引き受けるも、大役の山田敏光役だけがなかなか決まらず、スタッフみんなが悩んでいたところ、那須監督から直々に頼まれ、有給休暇を使いながら撮影に挑んだ。
テル役の白井光浩は、オーディションで最終選考まで残るも、キャスティング最終日に他の出演者たちが一人ずつ呼ばれて次々に役が決まる中、自分の名前が呼ばれず諦めていた時に、最後に那須監督から今回の準主役のテルをやってもらう事を直に言われて喜びもひとしおであった。本シリーズの中でも強烈なインパクトを与えたテルだが、それ以降の『ビーバップ』オーディションではエントリーした出演希望者の多くがテルになりきり、中には、現場でもテルの言い回しをコピーするキャストがいて監督やスタッフを困らせることもあった。
テルの父親役で出演する成田三樹夫のキャスティング経緯は、那須夫妻が『仁義なき戦い』のファンで、那須真知子が『探偵物語』のホンを書いていることからの抜擢。東映から「成田さんはこんな役では出ないよ」と言われたが、成田が出演を承諾してくれた時は嬉しかったという。成田は当時忙しく、現場で初めて脚本を読み、撮影後、那須夫妻に「何やってるか分からんかった」と言ったという。
ブレイク直前の浅野ゆう子も草津温泉の飲み屋のママ役で出演している。

### 撮影
撮影に当たり、仲村トオルは那須博之監督から「『仁義の墓場』のイメージでやるから、映画を観ておけ」と伝えられた。最初は助監督をやる者がおらず、ブラブラしていた成田裕介が助監督をやることになった。この成田が「アイドルって、要するに子役に毛が生えたようなもんだから。うるさいから調教だよね。俺が鬼軍曹になっていかないと現場が回って行かない。こう言ったちゃあなんだけど、彼女たちはまだ女優って呼べない」という考えで女優に接した。中田秀夫も助監督に就いた。
本作の最大の見せ場となる新装開店の崖沿いのドライブインを全壊させる撮影は、福島県いわき市の照島ランド跡地の廃墟を利用して、建物は当地に3日間でオープンセットを組み、店内は大泉の東映撮影所（以下、東映東京）に建設した。セットの建設に1週間、乱闘場面は5日間等、このシーンは全撮影日数の4分の1を占める。ドライブインは最後に破壊されペチャンコになるが、店内（内部）の大きさに比べ、外観が小さく大きさが合わない。この撮影で数人救急車で運ばれた。またメイン出演者の一人が地元のツッパリと揉め、出演者もまさか向って来るとは思わず、「お前ら何やってんじゃー！」「あああん！？ お前ちょっと来い!！」というようなやり取りがあり、そのままツッパリにさらわれた。助監督総出で捜索し見つけ出した。
このシーンの当初の演出プランは「主人公を助けに行く仲間たちがトラックを強奪し、大乱闘が展開中の30メートルの岸壁の上に立つレストランに突入、そのまま店内を突き切って崖をダイブし、たまたま岸辺を航海中のタンカーの上に着地し大団円」という無茶苦茶なものだった。技闘担当の高瀬将嗣を始め、日本中のスタントマンが拒否（あたりまえ）、タンカーはもとより漁船も崖下に接岸できないことが判明（あたりまえ）、中止になったのは不幸中の幸いだったが、結局那須監督は執念で、カットを割ってその演出プランに近いシーンを実現させた。

## 備考
トオルが特殊警棒を使うのは本作まで。原作でも特殊警棒を使うコマは後の版では修正されて消されている。
第一作では全く使われなかった「シャバ僧」という言葉が頻繁に使われる。『週刊明星』1986年8月21日号の「映画を観やすくする用語辞典」に「ジャバい…今回の映画のキーワード。意味は情けないこと。どうしようもなくダサいこと。最近のツッパリ少年の間では最も使用頻度が高い言葉。シャバい奴のことを「シャバ僧」とも言う」と説明されている。
『ビー・バップ・ハイスクール』は原作者のきうちかずひろが『仁義なき戦い』からの影響を話しているが、本作では新田（木之元亮）がトオルとヒロシを諭し、「お前ら『仁義なき戦い』で菅原文太が松方弘樹に言うシーン知っとろうが」と言うと、トオルとヒロシが、『狙われるもんより狙うもんの方が強いんじゃ」と言葉を合わせるシーンがある。このセリフは、四国・松山で目の前が真っ暗な中学生時代を送っていたという杉作J太郎も「どれだけ生きるための、生きのびるための力をくれたか分からない」と話す名セリフである。

### 撮影記録
- 通常の2倍以上のロケハンを行い、じっくりロケ地を選定[7]。1986年5月28日クランクイン[7]。

- 神奈川県
  - 伊勢原市旧善波隧道（オープニングのトンネル）[16]。
  - 横浜市
    - 神奈川区千若町（敏光とテルが背中越しに話す店はバー・ポールスター）[17]。
    - 中区横浜本牧駅（敏光とヒロシが対決する転車台は撮影当時は横浜機関区にあった。その後本牧本牧市民公園に移設）[17]。

  - 川崎市（教室は東映東京だが[7]、それ以外の屋上でタバコを吸うトオルとヒロシに順子が如月翔子（中野みゆき）を紹介し、今日子がヤキモチを焼くシーン等、中山参加の学校のシーンは1986年6月15日に川崎の高校で撮影された）[7]。

- 静岡県
  - 静岡市（旧清水市・現清水区）（今日子が城東の3人にさらわれるシーンは、1986年6月24日新清水駅[18][注 2]。さらわれた翔子をノブオが自転車で追うシーンは日の出町の巴川河口付近[19]。この近辺で多くのシーンが撮影された。巴川の少し上流の築地町の船着き場で翔子・今日子・順子が話をするシーンが撮られた[20]。ヒロシとトオルが卓球をやったり、今日子が雨宿りするキング卓球場は川の対岸にあったが現在はマンションが建っている[20]。中山の証言から撮影日は1986年6月24日と見られる[7]。テルが実家から缶を道路に投げつけ、スーパーインポーズ後に映るバス停は、港町のしずてつジャストライン港町バス停[21]。また世界の映画史に残る名シーン「第1作の巴川ダイブはこの上流で行われた[22]。他に新静岡駅[7]、清水駅前銀座商店街など[23]。

- 東京都
  - 大田区西六郷（城東のテルの実家・鉄工所）[6]。テルこと白井光浩は、父役の成田三樹夫に至近距離から実際に植木鉢を投げ付けられ胸で受けた[6]。この撮影中に犬を連れて散歩していた田代まさしが偶然通りかかったという[6]。前述のように成田は現場で脚本を初めて読み、アフレコでも全く覚えていなかったという[6]。
  - 新宿区歌舞伎町（テルら城東の不良4人が入るファッションアパレル・パリオン）[7][24]。
  - 渋谷区宮下公園（歩道橋の乱闘シーン）[7][25]。
  - 新宿区西新宿と中野区本町（トオルとヒロシが城東の大群に追われ、オートバイの氷を乗せたリヤカーに乗り逃げるシーンは相生橋付近）[25]。
  - 三鷹市
    - 吉祥寺駅南口（再転校して愛徳に戻って来た今日子（中山美穂）が順子（宮崎ますみ）に駅構内の階段で会うシーンは1986年6月25日に撮影された[7][26]。続いてトオルとヒロシが城東勢に追いかけられるシーンも吉祥寺で撮影され、人気者の登場に1000人程度の見物人の山で大混乱した[7][注 3]。他に吉祥寺ダイヤ街[26]、のれん小路[26]、のれん小路での撮影は6月4日）[26]。
    - 下連雀（城東の不良が映画館前にいたトオルを捕まえるシーン[7][27]。仲村は「実録シリーズ松方弘樹3本立て」と看板が掛かった映画館・三鷹文化劇場（現存せず）の前のバイクに腰掛ける。松方のシリーズ物というと今日では「脱獄三部作」が有名だが、ここで掛かる三本立ては『実録外伝 大阪電撃作戦』『暴動島根刑務所『北陸代理戦争』の実録シリーズ三本。このシーンはクランクインの日の撮影された。テルこと、白井光浩の俳優デビューの日だった。喫茶店のフロリダは横浜市のため、横浜と三鷹のシーンを繋げた[27]。

  - 府中市宮西町（トオルとノブオが夜の街で女連れの城東のテルに出くわすシーン）[28]。
  - 調布市西つつじケ丘（愛徳のノブオたちが城東に追い詰められるパチンコ店[29]。テルこと白井光浩は、同じ日に『AERA』の取材で、京王線つつじヶ丘駅前で中山美穂と宮崎ますみを不良が回りを囲む写真撮りがあったと話している）[29]。

- 群馬県
  - 吾妻郡草津町草津温泉[7]。
  - 高崎市（自動車のスクラップ置き場[19]。クレーン車に吊り上げられた冷凍車からトオルとヒロシが飛び降りるシーンは、本番で先にトランポリンに飛び降りた仲村に清水が直撃し、仲村が脳震盪を起こし右手小指甲骨を骨折した）[7]。

- 福島県
  - いわき市（ラストの崖の上に立つドライブインの屋外シーンは照島ランド跡地）[7]。

## 作品の評価
- 秋本鉄次は、「同一キャラクターによるシリーズ物は東映にはこのところ途絶えて久しかった。『青春の門』は2本のみの短命だったし、ロングシリーズというと「トラック野郎シリーズ」のいにしえまで遡らなくてはならないのかと思うと暗澹としてしまった。東映や日活のシリーズ物で育って来た最後の世代の一人としては、シリーズ物が楽しめないのは、何ともさみしい限りだ。ましてや東映、柄の決して良くない連中が銀幕狭しと暴れ回るヤツでないとやっぱり気分が出ない」などと評価した[30]。

- 映画関係者は、2作目で1作目より大きく落ち込むのではという評価もあったが[31]、予想外の大ヒット[31]。しかし岡田茂東映社長が「あれはフロック」などと評したため[31]、東映内部でも「やるべし」という意見と「これで打ち切り」と言う意見で分かれた。製作が本体ではなく、むしろセントラルアーツに所属する仲村主演作を作るべきという意見が出たが、ずっと冷え込んでいたローカル（地方館）の盛り返しが凄く、3作目の製作が決まった[31]。

## イメージビデオ
『仲村トオル ビー・バップ・ハイスクール青春番外地』
1986年10月発売。中間徹役の仲村トオルをメインに、本作のトレーニング風景、キャンペーンイベントの様子、新撮のドラマフッテージなどを収めたビデオ作品。
スタッフ
- 企画制作：東映ビデオ
- プロデューサー：中田博之（オフィスヒロ）
- 撮影：岩上文夫、松田一彌
- 照明：秋山貞男
- VE：雨宮賢二、三上仁
- 効果：帆苅幸雄（東洋音響）
- 技斗・解説：高瀬将嗣（高瀬道場）
- 編集：加藤貴雄、矢部久美子
- 演出：恩田一郎

## 同時上映
「BE FREE!」
- 監督 - 中田新一
- 出演 - 羽賀研二、伊藤かずえ、大西結花、宝生桜子、野村宏伸、石橋蓮司、野際陽子、丹波哲郎、桑名正博

## ネット配信
- 東映シアターオンライン（YouTube）：2023年8月11日21:00（JST） - 同年同月25日20:59（JST）